# فيزيولوجيا اجتماعية
الفيزيولوجيا الاجتماعية هي "التفاعل بين المجتمع والأداء البدني" (فرويند 1988: 856) الذي يتضمن "تعاون علمين متجاورين: علم وظائف الأعضاء وعلم الاجتماع" (موس 1936: 373). بعبارة أخرى، الفيزيولوجيا الاجتماعية هي علم اجتماع فسيولوجي، وهو علم خاص يدرس الجانب الفسيولوجي للعلاقات المتبادلة بين الإنسان والحيوانات الأخرى (زيليوني 1912: 405-406).

## مجال بحثي متعدد التخصصات
بالإضافة إلى وصفه بأنه "مجال متعدد التخصصات للبحث، وهو مجال يوضح العلاقة المصاحبة بين علم وظائف الأعضاء والسلوك الاجتماعي" (دي ماسيو وآخرون 1955: 4)، يمكن أيضاً وصف الفيزيولوجيا الاجتماعية بأنها "علم السلوك الاجتماعي" و"علم الطاقة الاجتماعية" (واكسويلر 1906: 62). وهذا هو، "فسيولوجيا الظواهر التفاعلية الناجمة عن الإثارة المتبادلة للأفراد من نفس النوع" (واكسويلر 1906: 62).
تستلزم الطبيعة متعددة التخصصات لعلم الفيزيولوجيا الاجتماعية إلى حد كبير "توليفة من الفيزيولوجيا النفسية والتفاعل الاجتماعي" (أدلر 2002: 884) بحيث "دراسة اجتماعية نفسية بيولوجية" (موس 1936: 386) لِ "الظواهر البيولوجية الاجتماعية" (موس 1936: 385) قد تترتب على ذلك. كشفت هذه "الدراسة الاجتماعية والنفسية والبيولوجية" عن "مشاركة علم وظائف الأعضاء بين الأشخاص المشاركين في تفاعل هادف" (أدلر 2002: 884)، بالإضافة إلى "المشاركة الفسيولوجية المستجيبة بشكل متبادل والتي لها وظيفة معيارية في الحفاظ على التماسك الاجتماعي والرفاهية في الحيوانات الاجتماعية العليا" (أدلر 2002: 885). هذه "المشاركة الفسيولوجية المستجيبة بشكل متبادل" تلعب دوراً في "الروابط الوثيقة التي توحد الظواهر الاجتماعية بالظواهر البيولوجية التي تستمد منها على الفور" (سولفاي 1906: 26).

## فسيولوجيا العلاقات الشخصية
يستكشف علم الفيزيولوجيا الاجتماعية "العلاقة الحميمة والتنظيم المتبادل بين النظم الاجتماعية والفسيولوجية التي تعتبر حيوية بشكل خاص في المجموعات البشرية" (بارشاس 1986: 210). بمعنى آخر، يدرس علم الفيزيولوجيا الاجتماعية "الظواهر الفيزيولوجية والنفسية النشطة في أساس التجمعات الاجتماعية" (سلوفاي 1906: 25). على هذا المنوال، لاحظ زيليوني (1912) أن:
| « | تغييرات المجتمع هي نتيجة لأنشطة الجهاز العصبي. تختلف الإثارة مع نفس الحيوان ومع نفس الفئة من الحيوانات. مشكلة عالم الفسيولوجيا الاجتماعية هي معرفة ما هي المثيرات وما هي مثبطات. علم وظائف الأعضاء يعطي قوانين الجهاز العصبي.... وبالتالي فإن واجب عالم الفسيولوجيا الاجتماعية هو إعطاء وصف للعمليات العصبية للمجموعات التي أدت إلى تغييرات في البيئة [المادية والاجتماعية]. | » |
| — جورجي بافلوفيتش زيليوني, ملخّص في إلوود، C.A (1916). الموضوعية في علم الاجتماع. المجلة الأمريكية لعلم الاجتماع، المجلد. 22، لا. 3، ص. 297-298. | |   |

يصف علم الفيزيولوجيا الاجتماعية "العلاقات بين البنية والوظيفة لهياكل الجسم والوظائف التفاعلية ذات الصلة بالأمراض النفسية" (غاردنر 1997: 351)، وأيضاً "يفترض أن الاضطرابات النفسية هي متغيرات مرضية للدافع والعواطف والصراع الذي تنطوي عليه عمليات الاتصال العادية" (غاردنر وبرايس 1999: 247-248). وبالتالي، فإن الطب النفسي ينطوي على تشخيص وعلاج ما أطلق عليه ليلينفيلد (1879: 280) "علم الأمراض الاجتماعي الفسيولوجي"، ويمكن تصنيفه على أنه حقل فرعي من الفيزيولوجيا الاجتماعية، يسمى "الفيزيولوجيا الاجتماعية المرضية" من قبل زيليوني (1912: 405). كما لخصه إلوود (1916)، اعتقد زيليوني أنه في المستقبل،
| « | سوف يصبح علم الأمراض الاجتماعية الفسيولوجية ضرورياً. سيكون مجال مراقبتها هو الانحرافات عن القاعدة التي تُلاحظ إما نتيجة للاختلافات المرضية في الكائن الحي أو نتيجة لظروف أخرى، كما هو الحال في المجانين أو المدمنين على تعاطي الكحول. | » |
| — جورجي بافلوفيتش زيليوني, إلوود، سي إيه (1916). الموضوعية في علم الاجتماع. المجلة الأمريكية لعلم الاجتماع، المجلد 22، العدد 3، ص. 298. | |   |

باختصار، الفيزيولوجيا الاجتماعية هي "فسيولوجيا متبادلة بين الأشخاص" (أدلر 2002: 885). قد يكون لعلم وظائف الأعضاء بين الأشخاص آثار في مجال السياسة البشرية. على سبيل المثال، تشير نتائج دراسة حديثة "إلى أن المواقف السياسية تختلف باختلاف السمات الفسيولوجية المرتبطة بالأخلاق المتباينة لتجربة التهديدات البيئية ومعالجتها" (أوكسلي وآخرون 2008: 1669).